# Minamoto no Yoriyoshi
Minamoto no Yoriyoshi (源 頼義, , 988 - 27 de agosto de 1075) foi um chefe do Clã Minamoto no Japão , que é talvez seja o mais notável por ter liderado, junto com seu filho Minamoto no Yoshiie, as forças imperiais contra as forças rebeldes no norte. Esta campanha foi chamada de Guerra Zenkunen, e seria seguida alguns anos mais tarde, pela Guerra Gosannen.
Minamoto no Yoriyoshi detinha o título, passado de seu pai, de Chinjufu-shogun, comandante-em-chefe da Defesa do Norte. Yoriyoshi acompanhara seu pai Minamoto no Yorinobu em várias missões para defender o Império, sufocar rebeliões e distúrbios. Dessa forma ele aprendeu muito do seu conhecimento em táticas e estratégias. A Guerra Zenkunen em que ele lutou começou em 1051 e durou, com algumas breves pausas, 12 anos.
Em 1063, Yoriyoshi fundou o Tsurugaoka Hachimangu em Kamakura, que viria a ser, mais ou menos um século mais tarde, o principal santuário do Clã Minamoto, quando começou o Shogunato Kamakura.